# 6126 Hubelmatt
A 6126 Hubelmatt (ideiglenes jelöléssel (6126) 1989 EW1) a Naprendszer kisbolygóövében található aszteroida. Zdenka Vávrová fedezte fel 1989. március 5-én.